# Abel Kiprop Mutai
Abel Kiprop Mutai (ur. 2 października 1988) – kenijski lekkoatleta specjalizujący się w biegu na 3000 metrów z przeszkodami.
Pierwszy międzynarodowy sukces odniósł w 2005 zostając w biegu na 2000 metrów z przeszkodami mistrzem świata juniorów młodszych i ustanawiając rekord tej imprezy. Dwa lata później podczas mistrzostw Afryki juniorów był siódmy w biegu na 5000 metrów oraz zdobył złoto w biegu na dystansie 3000 metrów z przeszkodami. Ósmy zawodnik igrzysk afrykańskich w Maputo (2011). Mistrz Afryki z Porto-Novo (2012). Na igrzyskach olimpijskich w Londynie zdobył brązowy medal. 
Medalista mistrzostw Kenii. 
Rekord życiowy: 8:01,67 (31 maja 2012, Rzym). 

## Osiągnięcia
| Rok  | Impreza                               | Miejsce     | Konkurencja                   | Pozycja    | Wynik    |
| ---- | ------------------------------------- | ----------- | ----------------------------- | ---------- | -------- |
| 2005 | Mistrzostwa świata juniorów młodszych | Marrakesz   | bieg na 2000 m z przeszkodami | 1. miejsce | 5:24,69  |
| 2007 | Mistrzostwa Afryki juniorów           | Wagadugu    | bieg na 5000 m                | 7. miejsce | 14:53,53 |
| 2007 | Mistrzostwa Afryki juniorów           | Wagadugu    | bieg na 3000 m z przeszkodami | 1. miejsce | 8:29,76  |
| 2009 | Światowy finał lekkoatletyczny IAAF   | Saloniki    | bieg na 3000 m z przeszkodami | 9. miejsce | 8:24,11  |
| 2011 | Igrzyska afrykańskie                  | Maputo      | bieg na 3000 m z przeszkodami | 8. miejsce | 8:36,75  |
| 2012 | Mistrzostwa Afryki                    | Porto-Novo  | bieg na 3000 m z przeszkodami | 1. miejsce | 8:16,05  |
| 2012 | Igrzyska olimpijskie                  | Londyn      | bieg na 3000 m z przeszkodami | 3. miejsce | 8:19,73  |
| 2013 | Mistrzostwa świata                    | Moskwa      | bieg na 3000 m z przeszkodami | 7. miejsce | 8:17,04  |
| 2015 | Igrzyska afrykańskie                  | Brazzaville | bieg na 3000 m z przeszkodami | 8. miejsce | 8:38,10  |